# BAP Aguirre (FM-55)
Pour les articles homonymes, voir Orsa.
Le BAP Aguirre (anciennement Orsa F-567), est une frégate lance-missiles acquise par la marine de guerre du Pérou à la marine italienne en 2004 et remis en service en 2009.

## Histoire
Sa construction a commencé en 1977 sur les chantiers navals Fincantieri de Riva Trigoso près de Gênes et terminé sur ceux du port de La Spezia. La conception de cette sous-classe Aguirre est basée sur celle de la Classe Lupo italienne après une refonte à La Spezia.
Cette sous-classe Aguirre comprend aussi :
- BAP Palacios (FM-56), ex-Lupo (F-564),
- BAP Bolognese (FM-57), ex-Perseo (F-566),
- BAP Quiñones (FM-58), ex-Saggitario (F-565).

### Note et référence
- (es) Cet article est partiellement ou en totalité issu de l’article de Wikipédia en espagnol intitulé « BAP Aguirre (FM-55) » (voir la liste des auteurs).